# Claude Philippe Tailhandier
Claude Philippe Tailhandier est un homme politique français né le 9 juillet 1757 à La Berthenoux (Indre) et décédé le 11 septembre 1841 à Saint-Hilaire-en-Lignières (Cher).

## Biographie
Propriétaire à Issoudun, il est conseiller général de 1815 à 1825 et député de l'Indre, pendant les Cent-Jours en 1815 et de 1822 à 1827, il siège dans la majorité soutenant les ministères de la Restauration.